# Sd.Kfz. 223
Sd.Kfz. 223 — лёгкий противопехотный пулемётный бронеавтомобиль Третьего рейха. Производился с 1934 по 1945 годы в 2-х исполнениях: простой пулемётный и связной бронеавтомобиль.

## Технические характеристики[2]

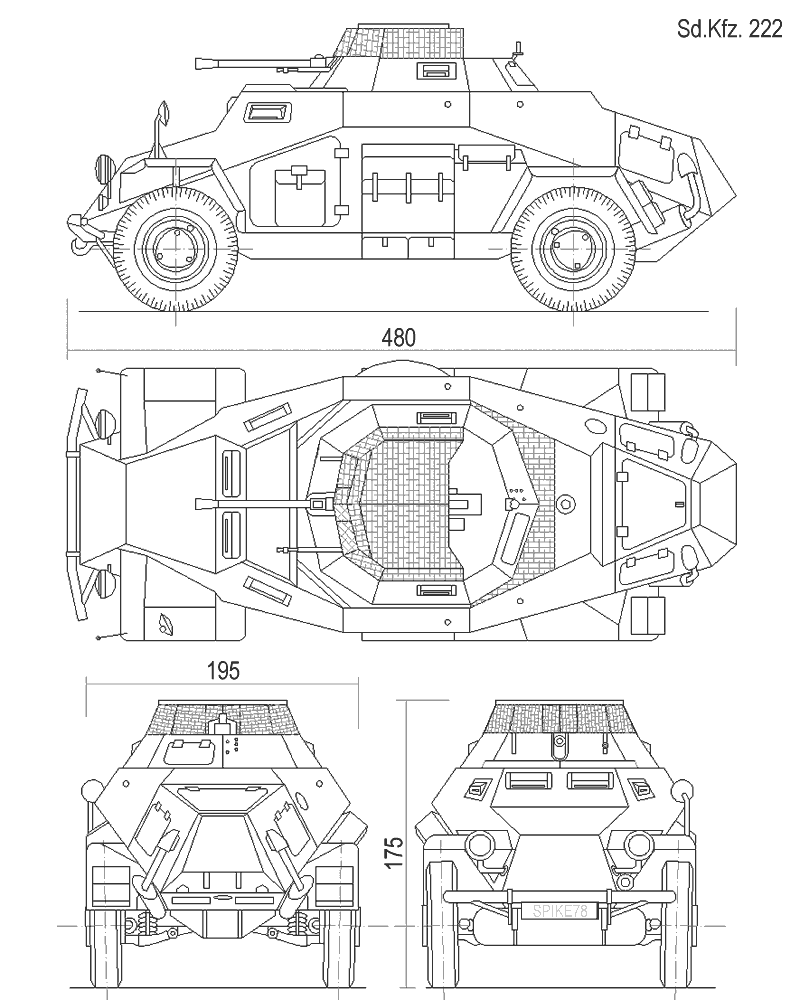
Схема (Sd.kfz 222)

В «Einheitsfahrgestell I» (тип шасси I он же тип Horch 801) с полным приводом и независимой подвеской колес, восьмицилиндровый V - образный двигатель с водяным охлаждением модель "Horch 830", включая радиатор, располагался сзади . В сериях с первой по третью шасси изготавливалось специально для соответствующего бронекорпуса легкого бронеавтомобиля (Pz.Sp.Wg.). Отверстия в раме автомобиля для крепления вертлюга пулемета были просверлены еще при производстве. Шасси позволяло управлять задними колесами (полноуправляемое шасси), что приводило к меньшему радиусу поворота.  
Бронекорпуса выпускались различными производителями и имели толщину брони от 8 до 14,5 мм, которая считалась условно пуленепробиваемой против (немецких) 7,92-мм боеприпасов SmK (остроконечная пуля со стальным] сердечником /бронебойная) под соответствующими регламенту углами.

### История создания
Одним из важнейших условий успешной разведки было не только выявить врага, но также оперативно передать эту информацию в штаб части. Поэтому уже в 1938 году на вооружение вермахта взяли третью модификацию легкого бронеавтомобиля — leichter Panzerspaehwagen (Fu) (Sd.Kfz. 223), призванную заменить собой старый Kfz.14.
Бронеавтомобили Sd.Kfz. 223 управлялись экипажем из трех человек: механика-водителя, командира-стрелка и радиста .
Вооружение бронеавтомобиля состояло из одного пулемета MG-34 , расположенного в такой же башне, как была на Sd.Kfz. 221 . Кузов радиофицированного бронеавтомобиля конструктивно соответствовал Sd.Kfz. 222.
Машины Sd.Kfz. 223 оборудовали радиостанцией FuSprGer 10 SE30 , которую позже заменили FuSprGer 12 и FuSprGer «f» . Кроме того, бронеавтомобиль оснащался складывающейся рамочной антенной. Но вскоре неудобную и громоздкую рамочную антенну заменили антенной штыревого типа.
- Производитель — завод «Хорх»

- Годы производства/эксплуатации — 1934—1945 гг.

- Количество — 961 шт.

### Размеры
- Длина — 4800 мм
- Ширина — 1960 мм
- Высота — 1750 мм
- Клиренс — 265 мм

### Вооружение
Пулемёт MG-34 7,92 мм

## Игровая индустрия
В играх серии «В тылу врага» представлен в обоих исполнениях.